# 김희중 (대주교)
김희중(金喜中, 1947년 1월 21일~)은 대한민국의 로마 가톨릭 교회 성직자이다. 세례명은 히지노이다. 천주교 광주대교구 제9대 대교구장을 맡고 있다. 이와 함께 한국 천주교 주교회의 성직주교위원회와 민족화해주교특별위원회 위원, 교황청 종교간대화평의회 위원, 교황청 그리스도인일치촉진평의회 위원, 한국종교인평화회의 대표회장도 맡고 있다. 본관은 광산(光山)이다.
영어, 프랑스어, 이탈리아어, 라틴어, 그리스어 등 5개 국어를 능통하게 구사하며, 작은 체구와 내성적인 성격을 가졌음에도 태권도 유단자(2단)이다. 또한, 축구와 탁구 등 각종 구기 종목을 섭렵했다.

## 약력
1947년 2월 전라남도 목포시에서 아버지 김용섭(베드로)과 어머니 박영님의 3남3녀 중 넷째 아들로 태어났다. 형제로는 큰누나 김복순 수녀와 형 석중(프란치스코), 작은누나 덕순(데레사), 여동생 정순(안나), 남동생 대중(요한)씨가 있다. 김희중 주교가 목자로서의 길을 걷는 데는 전통적 교우 집안의 신앙배경이 든든한 밑거름이 됐다고 한다. ‘6남매 전부 다 성직자와 수도자가 되길’ 바라는 부모와 함께 매일 미사에 참례하면서 자연스레 사제성소의 싹을 키운 것이다. 김희중의 형제들은 “대주교님은 동네 친구들이 흙장난을 하며 뛰어놀 때에도 집안에서 조용히 십자가와 성상 앞에서 보자기를 두르고 ‘미사놀이’를 즐기곤 했다.”라고 회상했다.
김희중 주교는 당시 집안이 너무 가난해 언제나 완행열차를 타고 다녔는데 항상 책을 옆구리에 끼고 다니면서 “5분이 황금 같은 시간”이라며 공부하기를 게을리 하지 않았다. 또한 가난한 사람들에게 관심이 많아 신학교 방학 때면 공소에서 궂은 일은 도맡아서 하고 가난한 아이들을 위해 공부를 가르치곤 했다.
김희중 주교는 목포중학교와 광주 살레시오 고등학교를 거쳐 오늘날 광주 가톨릭 대학교의 전신인 대건신학대학을 졸업했다. 1975년 당시 광주 대교구장 윤공희(빅토리노) 대주교로부터 사제품을 받은 그는 이듬해 로마로 유학, 교황청립 그레고리오 대학에서 ‘고대 교회사’를 전공했다. 김희중 주교는 1983년부터 20년간 광주 가톨릭 대학교 교수로 재직하였다. 재직 당시 학위논문을 작성하여 1986년 박사학위를 취득했다. 2003년 7월 9일 광주대교구 보좌주교로 임명되었으며, 그해 8월 주교품을 받았다. 2009년 7월 10일에는 광주대교구 부교구장 대주교로 임명되었다.
2010년 3월 25일 광주대교구장 최창무(안드레아) 대주교가 교구장직을 사임함에 따라, 김희중 주교가 교구장직을 자동 승계받아 제9대 광주 대교구장이 되었다. 착좌식은 4월 30일 오후 2시에 임동 주교좌 성당에서 거행되었다. 2010년 6월 29일 바티칸 성 베드로 대성전에서 교황 베네딕토 16세로부터 팔리움을 받았다.

## 문장
남색 바탕의 문장 안에는 흰색 비둘기와 일곱 줄기 빛살, 세 줄기 파도가 그려져 있다. 남색은 천상의 색으로 영원과 무한함을 뜻한다.
성령을 상징하는 흰 비둘기는 날개와 꼬리를 사람의 손과 발로 형상화해 일상 안에서 함께하는 성령의 손발을 나타냈다. 제자들의 발을 씻어준 그리스도의 섬김을 본받고 모든 이를 위한 착한 목자의 마음을 담은 것이다. 성령의 힘으로 교구민 일치와 평화, 지역 복음화에 대한 의지이기도 하다.
일곱 줄기 빛살은 칠성사와 성령의 일곱 가지 은사, 그리고 빛고을 광주대교구를 비추는 빛이다. 특별히 가운데 긴 세 줄기 빛은 입문성사인 세례성사, 견진성사, 성체성사를 나타낸다.
세 줄기의 파도는 교구 지역 특징인 다도해의 푸른 물결과 내륙을 흐르는 영산강, 섬진강, 탐진강을 표상한다.
문장 위 이중 십자가는 광주대교구와 사도 바오로의 칼을 상징하며 문장 아래에는 사목표어인 ‘주님 뜻대로(FIAT VOLUNTAS DOMINI)’가 적혀 있다. 사목표어는 루카 복음서 1장 38절 말씀으로 하느님 아버지의 뜻에 모든 것을 내어 맡긴 성모 마리아의 모범을 따르겠다는 의지다. 표어가 적힌 리본의 파란색은 성모님 색깔을 의미한다.
가장 윗부분에 자리한 4개의 술을 달고 있는 갓은 한국의 첫 사제 성 김대건 안드레아를 상징한다.